# Eupithecia propoxydata
Eupithecia propoxydata là một loài bướm đêm trong họ Geometridae.